# Ocoyotepec
Ocoyotepec, även Ocoyotepec Centro, är en ort i Mexiko, tillhörande kommunen Almoloya de Juárez i den västra delen av delstaten Mexiko, i den centrala delen av landet. Orten hade 700 invånare vid folkräkningen 2010.